# Ericsson Telecommunicatie BV.
Ericsson Telecommunicatie BV. is de Nederlandse dochter van Telefonaktiebolaget LM Ericsson gevestigd in Stockholm, Zweden. Ericsson is een telecommunicatiebedrijf dat zich sinds begin 21ste eeuw voornamelijk richt op telecomoperators in zowel vaste- als mobiele telefonie.

## Nederland Rijen
Ericsson is sinds 1893 actief in Nederland, eerst via de firma Koopman & Co. te Amsterdam als Generaal-vertegenwoordigers, later als Zweeds filiaal. In 1920 nam Koopman in samenwerking met Ericsson de Electrische Werktuigenfabriek te Rijen over. Deze onderneming dateert van 1907, toen W.F. van der Heijden een electrische werktuigenfabriek ter plaatse oprichtte, het oprichtingskapitaal van de bijbehorende nv (f 300.000) was voor f 230.000 volgestort. Het bedrijf werd als zelfstandige dochteronderneming voortgezet onder de naam de Ericsson Telefoon Maatschappij (ETM). Deze productievestiging werd in 1932 geheel zelfstandig nadat het los van Koopman de verkoop ter hand nam. ETM is in 2024 gesloten.

## Enschede
Ericsson had van 1990 tot 1 juni 2003 een onderzoeksvestiging in Enschede. Bij de start, in 1990, was het een van de eerste grote namen op het Business and Science park. Na Ericsson volgden onder andere Lucent, CMG en een Twinning Centrum. Het Eurolab was jarenlang een van de ICT-paradepaarden van Twente. Lange tijd heeft Enschede zich beziggehouden met DECT-telefonie, onder andere digitale bedrijfstelefooncentrales. Niet lang voor de sluiting is men overgestapt op UMTS basisstations maar voordat dit project uit de startfase was werd de vestiging gesloten. Het Ericsson EuroLab gaf op het hoogtepunt werkgelegenheid aan 550 mensen en vlak voor de sluiting aan 270 mensen. De sluiting greberurde in het kader van een wereldwijde reorganisatie waarbij het concern terugwilde van 108.000 naar 55.000 werknemers en het aantal onderzoekscentra terug moest van tachtig naar twintig.

## Emmen
De Ericsson Radio Systems vestiging in Emmen werd op 8 september 1990 met koning Karel XVI Gustaaf van Zweden als gast geopend. De vestiging is ontstaan door de overname van pieper fabrikant NIRA. Op het hoogtepunt werkten hier ruim 600 medewerkers. Op het moment van de reorganisatie in 2002 werkten in Emmen circa 135 medewerkers waarvan er 25 mensen Bluetooth-onderzoek bleven; voor circa 110 anderen is ander werk gezocht.
Bij de vestiging Emmen zijn de grondvesten gelegd voor Bluetooth. Hier werkte ook Jaap Haartsen, de grondlegger van deze draadloze technologie. In 2003 is de voormalige Ericsson locatie in Emmen een vestiging geworden van de Joint Venture Sony Ericsson. Er werkten zo’n 80 medewerkers aan het ontwerpen van Bluetooth accessoires voor mobiele telefoons. In 2010 is de vestiging gesloten.